# Kozienice
Kozienice (udtale: [kɔʑɛˈɲit͡sɛ]  ( hør) Yiddish: קאזשניץ Kozhnits; German: Koschnitz) er en by der ligger i det østlige, centrale Polen, i den sydlige del af voivodskabet Masovien (Województwo mazowieckie) og har 16.192(2021) indbyggere og et areal på	10,45 km². Den er administrationsby i powiatet (amt) Kozienice. Nordvest for Kozienice, i landsbyen Świerże Górne, ligger Polens næststørste kulfyrede kraftvarmeværk, Kozienice-kraftværk.

## Historie
Byens historie går tilbage til 1206, hvor Kozienice sammen med nabolandsbyerne var ejet af norbertinerne fra Płock. Efterfølgende tilhørte det den polske krone, og det forblev det indtil Polens delinger. I 1326 fik Kozienice Magdeburgrettigheder af kong Vladislav 1. af Polen. Den lå  på den gamle vej fra Kraków til Vilnius og i udkanten af Kozienice-skoven,  og  blev  et af yndlingssted for kong Vladislav 2. Jagello, som grundlagde en kirke der i 1394. På grund af Kozienice-skovens nærhed og dermed den let tilgængelige træforsyning blev der bygget en pontonbro over floden, som senere blev flyttet til landsbyen Czerwińsk og brugt af polske tropper til at krydse Wisła (Vistula) mellem 30. juni og 3. juli 1410 (se den polsk-litauisk-teutoniske krig).